# Banka
Banka (en hindi: बाँका ) es una ciudad de la India, centro administrativo del distrito de Banka, en el estado de Bihar.

## Geografía
Se encuentra a una altitud de 84 m s. n. m. a 282 km de la capital estatal, Patna, en la zona horaria UTC +5:30.

## Demografía
Según estimación 2011 contaba con 40 825 casas y 217.301 habitantes, de los cuales 113.925 son hombres y 103.376 son mujeres. La población de niños entre 0 y 6 años es de 39.470, lo que representa el 18,16% del total. Banka tiene una tasa de alfabetización del 50,16%, inferior a la media nacional del 69,30%; el 58,18% de hombres y el 41,32% de mujeres están alfabetizadas.